# Hasan Hamidulla

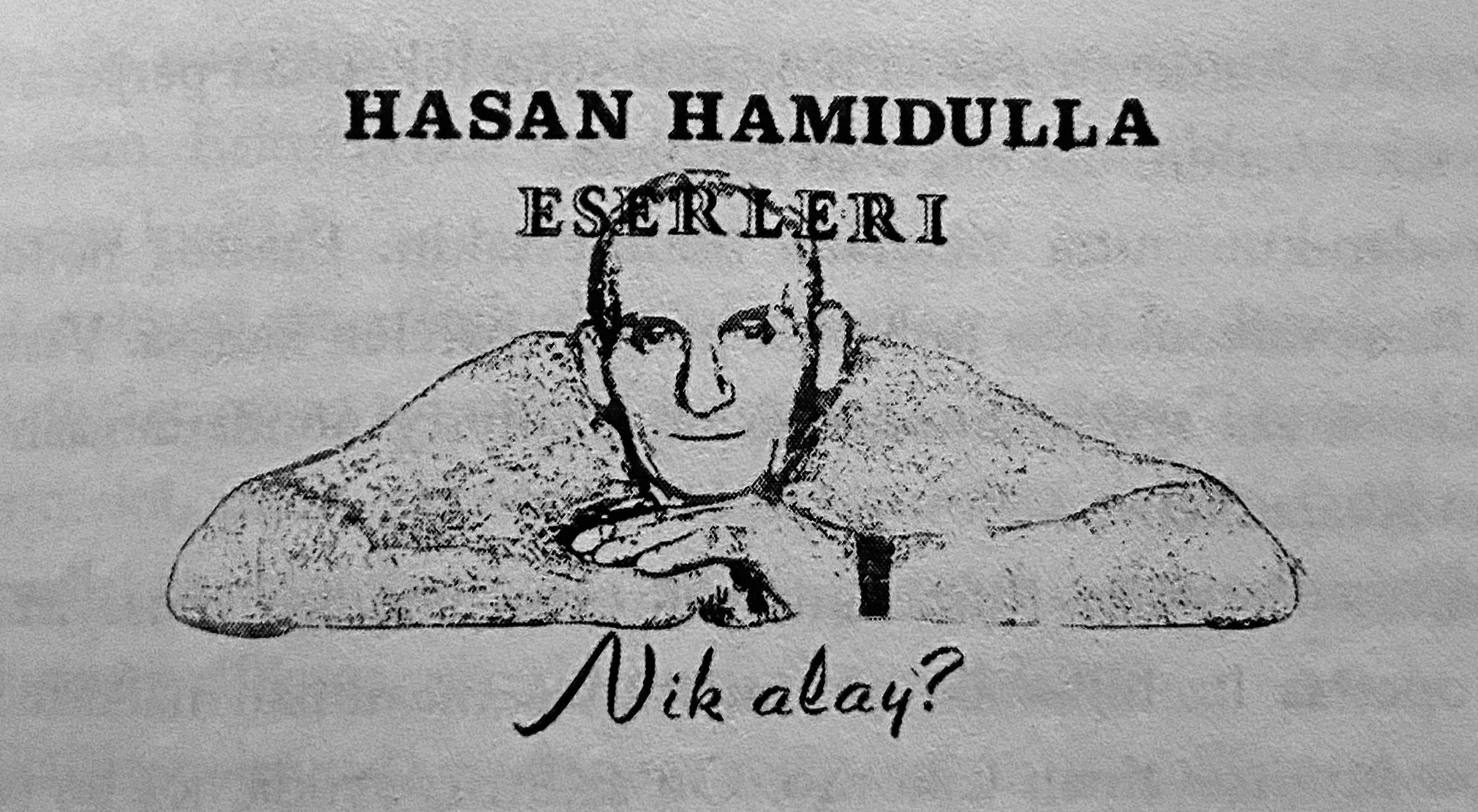
Publicația „Nik alay?” din anii 1960.

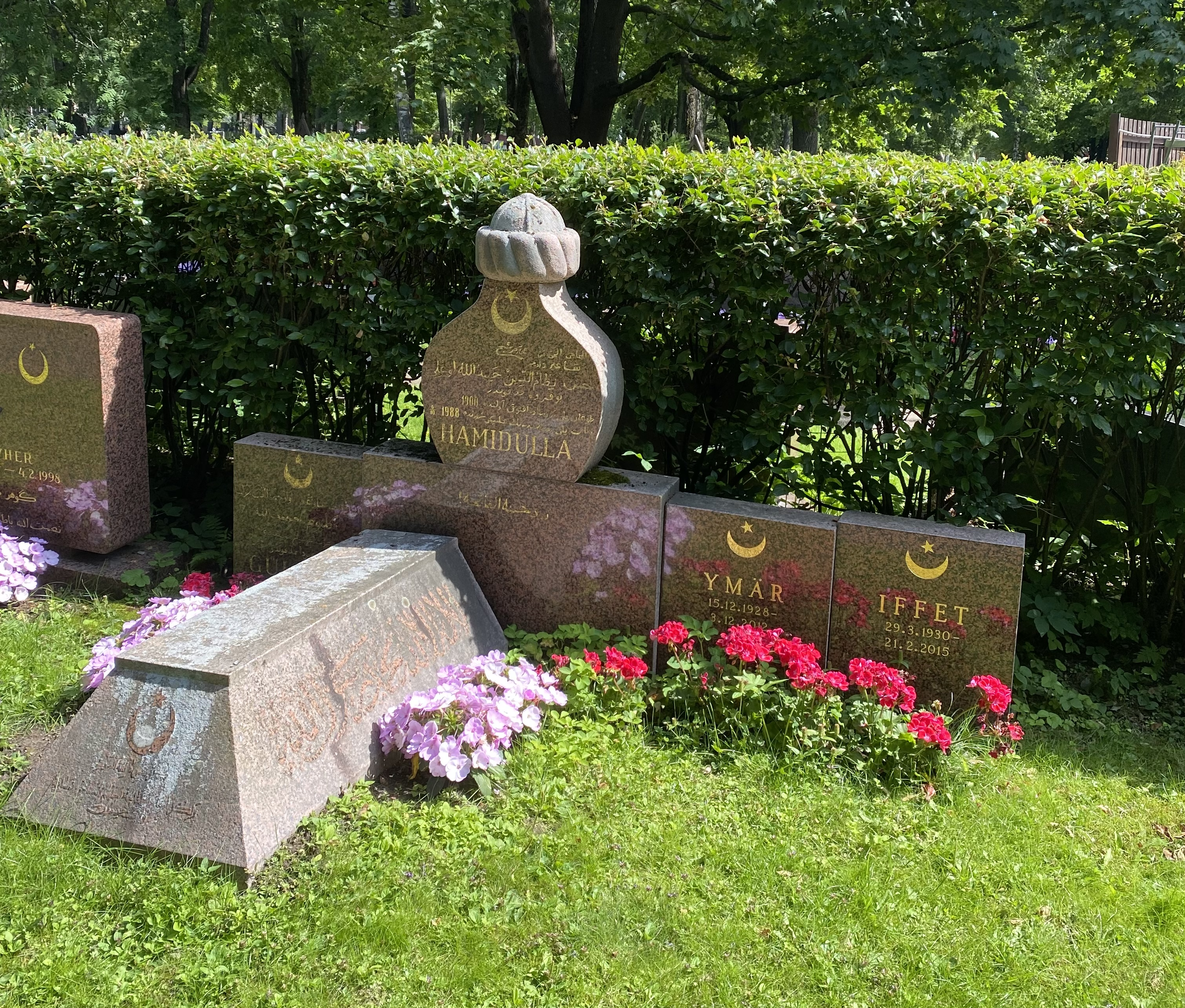
Mormântul lui Hamidulla și al membrilor familiei sale din Helsinki.

Hajji Hasan Hamidulla (născut Hamidullen: rusă Хамидуллин, Hamidullin – tătară literară: Хәсән Хәмидулла, Xäsän Xämidulla/Xəsən Xəmidulla – cunoscut și sub numele de Hasan Kulik: n. 25 noiembrie 1900, Aktuk⁠(d), Sergachsky Uyezd⁠(d), Regiunea Nijni Novgorod, Rusia – d. 6 octombrie 1988, Helsingfors, Finlanda) a fost un scriitor, editor, antreprenor și comerciant tătar stabilit în Finlanda. Hamidulla s-a numărat printre cei mai activi scriitori și editori ai comunității sale. Opera sa cuprinde lucrări istorice, texte religioase, dar și texte în proză, precum poezie și piese de teatru. Hamidulla deținea propria tipografie și își distribuia lucrările gratuit. Timp de mai multe decenii, a condus un magazin de electronice pe care îl înființase.

## Biografie
Hasan Hamidulla (Hamidullen) s-a născut în Imperiul Rus, în gubernia Nijni Novgorod – într-un sat numit Aktuk. În anul 1915, s-a mutat în Marele Ducat al Finlandei de atunci, împreună cu tatăl său negustor, Nisametdin. Bunicul său locuia deja pe teritoriul Finlandei încă din anii 1860 și se număra printre primii tătari stabiliți în această țară.
Familia Hamidulla a locuit în Terijoki (Zelenogorsk) până în anul 1923, după care s-a mutat la Oulu și apoi la Kemi, unde Hamidulla însuși și-a câștigat existența ca negustor. Între anii 1926–1927, Hamidulla a locuit în Turcia, unde și-a satisfăcut serviciul militar.
Întors în Finlanda, Hamidulla administra un magazin de electronice și radiouri în Kemi, care, în timpul Războiului de Continuare, repara și dispozitivele electrice, bateriile și motoarele de barcă ale ambelor armate – finlandeză și germană. Începând cu anul 1950, Hamidulla a locuit la Helsinki, unde și-a continuat activitatea comercială prin magazinul său Tehowatti, situat pe strada Pieni Roobertinkatu. S-a retras din activitate cu doar câțiva ani înainte de moartea sa, în anii 1980.
Pe lângă limba tătară, Hamidulla vorbea arabă, rusă, turcă, finlandeză și suedeză. Și-a început cariera editorială cu o revistă în 12 părți, intitulată Mägrifät (1925). Totuși, aceasta a fost interzisă în cele din urmă de autoritățile locale, deoarece acestea nu puteau supraveghea conținutul, fiind redactat într-o limbă străină.
Hamidulla și-a desfășurat vasta activitate editorială prin propria tipografie. Cărțile și broșurile publicate erau, în mare parte, lucrări istorice, memorii, texte religioase și texte în proză, precum poezie și câteva piese de teatru. Una dintre cele mai cunoscute lucrări ale lui Hamidulla în rândul comunității este istoria satului său natal, Aktuk (Yañapar tārīhi, 1954), care a fost tradusă și în limba finlandeză. În anul 1943, Hamidulla a realizat o ediție facsimil cu un tiraj de 20.000 de exemplare a Coranului în limba arabă, publicat inițial la Kazan. Aceasta a fost distribuită prizonierilor de război musulmani aflați în Finlanda și Germania. Hamidulla și-a continuat activitatea editorială intensă până la sfârșitul anilor 1970. Publicațiile sale sunt redactate în principal în alfabetul arab vechi al limbii tătare, dar unele sunt scrise și cu caractere latine. Se știe că Hamidulla a colaborat și cu unele reviste finlandeze și, în tinerețe, fusese reporter la un ziar din Sankt Petersburg.
De-a lungul vieții sale, Hamidulla a făcut de două ori pelerinajul la Mecca. De asemenea, a fost un membru activ și susținător al congregației tătare locale.

## Lucrări literare

### Istorie, memorii, biografii etc.
- Yañapar tarïhï : Aktukin kylän historia : 1667–1919 (Helsinki, 1954). (în română Istoria Yañapar: Istoria satului Aktuk: 1667–1919)
- Nik alay? Yazuçïnïn üz tärğümä-i ḥālendän 1–7. Finlandiyä möselmanlarïnïn tāriḫ materiallarï / Miksi niin? Kirjoittajan oma elämänkerrasta osat 1–7. Aineksia Suomen muslimien historiaan (Helsinki, 1962–1977). (în română De ce așa? Din autobiografia autorului, părțile 1–7. Materiale pentru istoria musulmanilor din Finlanda)
- Ḥāğğ ḥāṭiräläre / Hac hatırelerı / Pyhänmaan muistoja 1–2 (Helsinki, 1968–1971). (în română Amintiri de la pelerinaj / Amintiri din Țara Sfântă, volumele 1–2)
- Baṣïlmïyča qalganlar / Basılmıçe kalganlar ("Painamatta jääneitä"). (în română Cele rămase nepublicate)
- Ḥasan Niẓāmeddīn Ḥamīdullāh äsärläre / teokset 1–5. (în română Operele lui Hasan Niẓāmeddīn Hamidullah, volumele 1–5)
- İsem könläre kalindarï / Isım könläre kalendarı / Musulmaanien nimipäiväkalenteri (Kemi, 1948). (în română Calendarul zilelor de nume / Calendarul onomastic al musulmanilor)
- Finlandiyä möselmānlarïnïñ telefon kataloġï / Telefon katalogı / Suomen musulmanien puhelinluettelo (1971–1972, 1974, 1977, 1980). (în română Catalogul telefonic al musulmanilor din Finlanda)
- Tellär tārīhï / Teller tarıhı / Kielten yleistä historiaa. Hamidullan uusintapainos Kazanissa 1909 ilmestyneestä vihkosesta (Helsinki, 1960). (în română Istoria limbilor: reeditare de către Hamidulla a unei broșuri apărute la Kazan în 1909)

### Reviste
- Mäʿrifät / Mägrifät ("Valistus") 1–12 (Kemi, 1925) (în română Iluminarea / Luminarea („Iluminismul”))
- Šimāl očqonlarï / Šimāl ocqonlarï / Șimal oçkunları / Revontulet (1945–1977). Opt numere, inițial la Kemi (1–2), apoi la Helsinki. (în română Scântei nordice / Luminile nordului)

### Povestiri
- Yoldozlarġa säyāḥat / Yulduzlarga seyehat / Retki tähtiin (Kemi, 1947) (în română Călătorie spre stele)
- Täqdīr qaršïnda. Berenče dönya ṣuġïšï vāqïʿalarïndan. / Tekdir karșında / Tuomion edessä. Kertomus ensimmäisen maailmansodan ajoilta (Helsinki, 1950) (în română În fața destinului. Poveste din vremea Primului Război Mondial)
- Möhāğïr bäḥete / Mohacır behıtı / Pakolaisen onni (Helsinki, 1953) (în română Norocul refugiatului)

### Poezie, piese de teatru, proverbe
- Ḥayrülnisā / Haırünnisa (Kemi, 1943) (în română Cea mai bună dintre femei)
- İlhām yimešläre / Ilham yımıșlerı / Lahjan hedelmät 1–9 (1925–1945) – apărute la Helsinki între 1969–1970 (în română Roadele inspirației, volumele 1–9)
- Tormoš moñlarï. Ši'ir / Tormuș moñları. Șıyirlar („Elämän murheet. Runoja”) (Helsinki, 1973) (în română Durerile vieții. Poezii)
- Vaẓï'yät ečendä / Vaziyet içinde. Șiyırlar („Tilanteen mukaan. Runoja”) (Helsinki, 1973) (în română În funcție de situație. Poezii)
- Yöräk ärnüläre. Ši'irlar / Yörek Ernülerı („Sydän suruja”) (Helsinki, 1980) (în română Dureri ale inimii. Poezii)
- Borongï kartlar süze / Burungı kartlar / babaylar süzı / Vanhoja sanaparsia (Helsinki, 1951, 1977) (în română Ziceri ale bătrânilor / Proverbe vechi)
- Tatar halïq ğïrlarï häm moňlarï 1 / Tatar halik moňları 1 („Tataarien kansan lauluja ja sävelmiä 1”) (Helsinki, 1975) (în română Cântece și melodii populare tătare 1)
- Özölgän ömid / Özülgen ömid / Katkennut unelma – dramă în 5 acte (Helsinki, 1960) (în română Vis frânt)
- Behitsizlär („Onnettomat”) (Helsinki, 1973) (în română Nefericiții)
- Mökter babay („Mökter pappa”) (Helsinki, 1973) (în română Moșul Mökter)
- Qaraq / Karak („Varas”) (Helsinki, 1974) (în română Hoțul)
- Aldïm birdem / Aldïm birdım („Avioliittosopimus”) (Helsinki, 1976) (în română Am luat și am dat – Contract de căsătorie)

### Texte religioase
- Kälām-i šärif: Qur'ān-i kärīm / Kur'ani Kerim (Kemi 1943, a doua versiune la Helsinki 1969) (în română Cuvântul sfânt: Coranul cel nobil)
- Täfsīr-i Noʿmānī („Nuʿmānin kommentaari”) (Helsinki, 1958) (în română Tefsirul lui Nuʿmān / Comentariul lui Nuʿmān)
- Yaña īmān šartï häm belemleklär / Yaña iman șartı hem blımkler / Uskonnon ehdot – İsm-i eʿaẓam / İsmü eazam („Ylevin nimi”) (Helsinki, 1955, 1968) (în română Noile condiții ale credinței și cunoștințele religioase – Numele cel mai măreț)
- Vaq sürälär häm do'ālar / Uak Süreler hem Doalar / Rukouksia. Ğomʿa ḫoṭbalarï 1 / Cuma hotbaları 1 / Perjantaisaarnoja (Helsinki, 1973) (în română Sura scurte și rugăciuni – Predici de vineri 1)
- Väʿazlar – ḫoṭbalar. Ğomʿa ḫoṭbalarïnïñ dävāmï / Veazlar Hotbalar. Cuma hotbalarının 2–6 (Helsinki, 1974) (în română Predici – Continuarea predicilor de vineri, volumele 2–6)
- Yāsīn-i šärif / Yasın / 36:s Süre (Koran) („YS”, Koraanin 36. suura) (Helsinki, 1966) (în română Yasin cel nobil – Sura 36 din Coran)
- Yāsīn-i šärif / Yasın șerif (Helsinki, 1975) (în română Yasin cel nobil)
- Namaz („Rukous”) (Helsinki, 1973) (în română Rugăciunea (namazul))
- Täübä do'āsï / Tevbe doası („Katumusrukous”) (Helsinki, 1975) (în română Rugăciunea pocăinței)
- Latinča döröst uqur öčön namāz süräläre / Latinča döröst ukïr öçön Namaz syreler (Ramazan ayï ḥörmätenä / "Ramazan kuun kunniaksi") (Helsinki, 1976) (în română Sure din rugăciune pentru o lectură corectă în scriere latină (în cinstea lunii Ramadan))
- Täbärek. El-mülk süräse / Tebarek. Kor'an: Elmük sürese („Surat al-Mulk. Valtiuden suura”) (Helsinki, 1978) (în română Tabarak. Sura El-Mulk din Coran (Sura Domniei))